# Carica palandensis
Carica palandensis là một loài thực vật có hoa trong họ Caricaceae. Loài này được V.M.Badillo, Van den Eynden & Van Damme mô tả khoa học đầu tiên năm 2000.